# Filiki Eteria

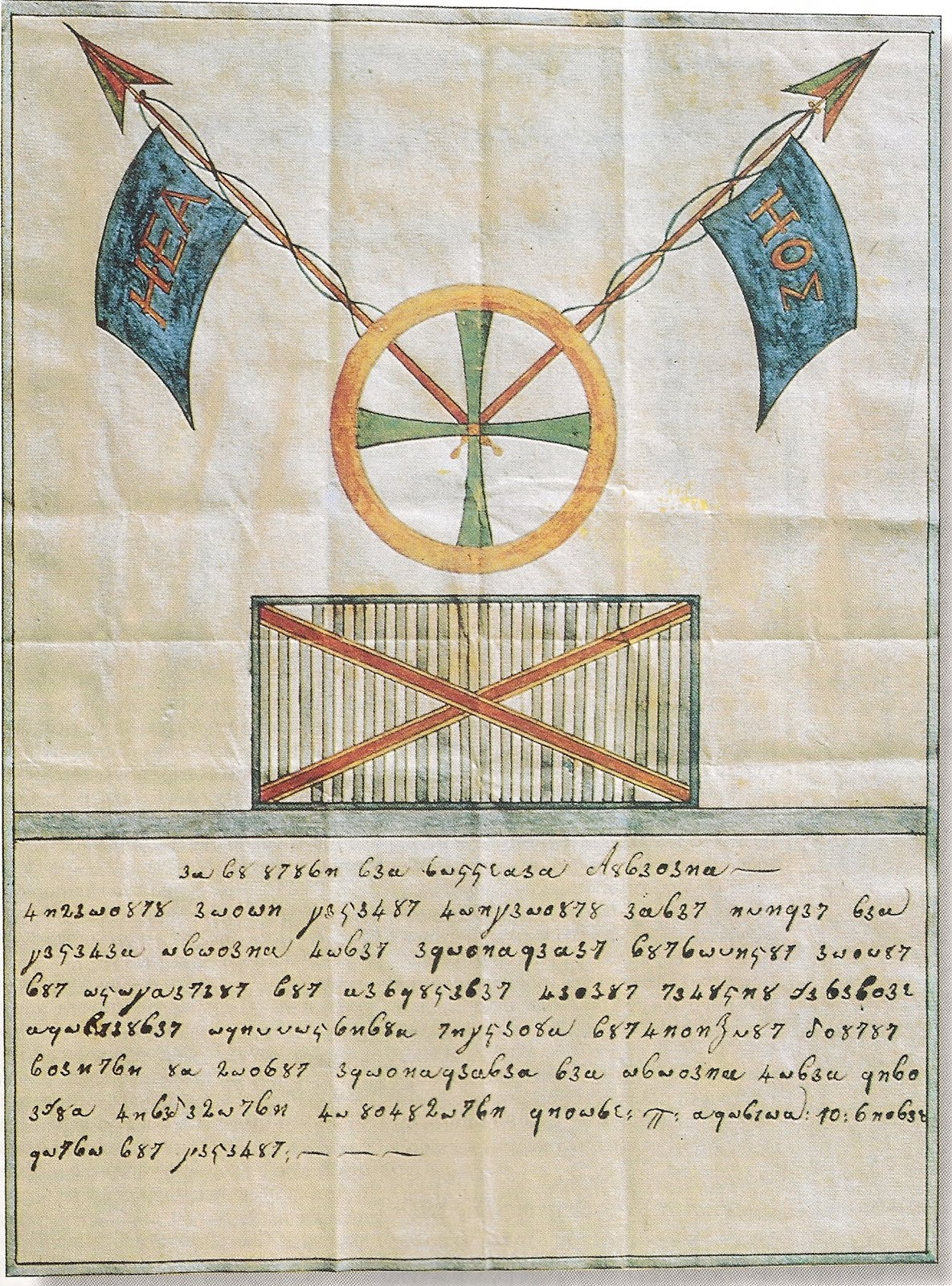
symbol Filiki Eteria na dokumencie członkowskim organizacji

Filiki Eteria (gr. Φιλική Εταιρεία, dosłownie "Stowarzyszenie Przyjaciół") – tajne greckie stowarzyszenie działające na rzecz wyzwolenia Greków spod panowania tureckiego, na początku XIX w. Nieodwracalnie zapoczątkowało proces rozpadu imperium osmańskiego.

## Początki konspiracji
Filiki Eteria była jedną z licznie powstających od końca XVIII w. heterii – tajnych stowarzyszeń. Powołano ją w 1814 w rosyjskiej wówczas Odessie.  Rosję postrzegano jako sojusznika greckich walk wyzwoleńczych, m.in. z uwagi na wspólne wyznanie, częste przenikanie się żywiołów greckiego i rosyjskiego i częste wojny rosyjsko-tureckie. Odessę zasiedlała liczna, dwujęzyczna ludność autochtoniczna, greckiego pochodzenia i osiedlała się tu także nowa, grecka migracja, z Imperium Osmańskiego. Grecy zamieszkiwali wtedy większość wybrzeży  Morza Czarnego, większą część północno-wschodnich wybrzeży Morza Śródziemnego i niemal wszystkie jego wyspy. Znaczące w swych krajach greckie społeczności, pozostawały w bliskich wzajemnych kontaktach. 
Filiki Eteria założona została przez trzech, przeciętnego rzędu kupców i w pierwszym okresie rozwijała się dzięki atrakcyjności wolnościowej idei, bez przywództwa, gdy nieujawnianie osób przywódców tłumaczono ścisłością konspiracji. Przy szybkim wzroście liczby zaprzysiężonych członków, w Rosji na ich czoło wysunął się książę Aleksander Ipsilantis (pochodzący z rodziny Greków fanariockich generał carski, syn hospodara Mołdawii Konstantyna Ipsilanti, zmuszonego do emigracji do Rosji). W Grecji najważniejszym animatorem spisku stał się greckoprawosławny duchowny Grigirios Dikeos, szerzej znany jako Papaflessas. Jako archimandryta, Papaflessas bez przeszkód, a początkowo także bez wzbudzania podejrzeń, podróżował osobiście lub słał innych duchownych między klasztorami i znaczącymi rezydencjami zbrojnych Peloponezu, synchronizując kolejne centra spisku.

## Powstanie w Rumunii
W początkach 1821 Filiki Eteria podjęła próbę wywołania ogólnobałkańskiego powstania przeciwko panowaniu tureckiemu. Sam Aleksander Ipsilanti w lutym wkroczył z nielicznym oddziałem do pozostającej pod zwierzchnictwem tureckim Mołdawii (mordując Turków w Jassach i Gałaczu), a następnie dotarł do Wołoszczyzny. Hasło ogólnego powstania na Bałkanach nie znalazło jednak posłuchu – jedynie na Wołoszczyźnie, krótko przed rozpoczęciem akcji Filiki Eterii wybuchło powstanie pod wodzą Tudora Vladimirescu. Jednak wymiar społeczny, który zyskało powstanie Vladimirescu w Oltenii spowodował, że od całego przedsięwzięcia zaczęli się odżegnywać zarówno politycy rumuńscy, na których współdziałanie liczył Ipsilanti (szczególnie wobec dużej roli Greków fanariockich w tych kręgach), jak i car rosyjski (dodatkowo w dość niewygodnej pozycji wobec mocarstw zachodnich stawiały go nieprzemyślane niekiedy wypowiedzi przywódców heterii). Vladimirescu i Ipsilanti nie tylko nie nawiązali współpracy, ale doszło wręcz pomiędzy nimi do starć (m.in. zdradzony przez swych oficerów Vladimirescu został wydany w ręce Greków i przez nich zamordowany). Po upadku Vladimirescu Turcy podjęli zdecydowane działania przeciwko heterii i w czerwcu pokonali ich oddziały na Wołoszczyźnie – Ipsilanti został zmuszony do ucieczki za granicę habsburskiego Siedmiogrodu, a resztki Greków skapitulowały ostatecznie w monastyrze Cozia). Wkrótce potem rozgromiono także Greków w Mołdawii, gdzie ostatnim punktem oporu był monastyr Secu. Fala organizowanych przez władze, krwawych, antygreckich pogromów przetoczyła się przez większą część imperium.

## Powstanie w Grecji
W marcu 1821 r. zorganizowane przez Filiki Eterię powstanie narodowowyzwoleńcze, wybuchło także w Grecji. W jego początkowym okresie rzeczywiste kierownictwo objął Papaflessas. Wkrótce dotarł do Grecji książę Dimitris Ipsilantis, oficer rosyjski, wykształcony także na Zachodzie, brat przywódcy powstania w Mołdawii, szanowany i popularny wśród ogółu chrześcijańskich mieszkańców Grecji. Ipsilantisowi kilkakrotnie powierzano następnie zwierzchnie dowództwo wojskowe, choć raczej honorowe, niż rzeczywiste. W 1825 r. świadomie wybrana, bohaterska śmierć Papaflessasa symbolicznie zakończyła okres szczególnego wpływu założycielskiej grupy spiskowców z Filiki Eterii, ale i przyczyniła się do militarnej konsolidacji  powstańców, mimo dzielących ich wcześniej, znacznych różnic. Co po kolejnych, trudnych latach, doprowadziło Grecję do niepodległości. 
Niemożność samodzielnego tłumienia powstania w Grecji, obnażyła postępującą słabość imperium i także pozycji w nim Turków. Toteż po okresie odwetowej pacyfikacji księstw naddunajskich, na rzecz ich mieszkańców poczyniono koncesje, m.in. zaprzestając praktyki mianowania hospodarów spośród Greków fanariockich.

## Literatura
- M. Żywczyński, Historia powszechna 1789-1870, Warszawa 1990, s. 274-275.
- J. Demel, Historia Rumunii, Wrocław 1970, s. 263-269.